# Шпрееинзел
Шпрееинзел (на немски: Spreeinsel, „Остров на Шпрее“) е остров между река Шпрее и Купферграбен в берлинския квартал Mitte („Център“).
Състои се от 3 части. В средата му до 1950 г. се намира берлинският градски дворец, чиято частична реконструкция е планирана. По времето на ГДР там се намира площад „Маркс-Енгелс“ с Двореца на републиката. Южната част на острова се нарича Фишеринзел (Fischerinsel, „Рибарски остров“), а северната – „Музеен остров“ (Museumsinsel)
Северният край на острова е блатист залив през Средновековието, а по-късно бива ползван като градински парк и градина за наслада. От 19 век на него са разположени различни сгради на музеи. Тази част от острова е известна днес като „Музейния остров“. „Музейният остров“ е част от Световното културно наследство на ЮНЕСКО от 1999 година.
В средата на острова от Средновековието е разположена крепост, по-късно – Берлинският градски дворец. Служи като резиденция на бранденбургските курфюрсти и кралете на Прусия, които от 1871 г. са и кайзери на Германия. След тежки разрушения по време на Втората световна война, градският дворец е взривен през 1950 г. На това място е оформен площад „Маркс-Енгелс“, който е изграден като държавен форум на ГДР. Заобиколен е от сгради на важни държавни институции: от юг – сградата на Държавния съвет от 1964 г., на изток – Дворецът на републиката със седалището на Народната камара, открит през 1976 г., а министерството на външните работи на ГДР е на запад, но не е разположено на самия остров. Днес единствено сградата на Държавния съвет продължава да съществува, а площадът отново се казва „Дворцови площад“ (Schloßplatz). Берлинската катедрала край двореца устоява на тежките разрушения по време на Втората световна война и бива реставрирана до 2002 г.
В южната част на Шпрееинзел до 1709 г. се намира град Кьолн ('Cölln'), сестрински град на Берлин, който тогава се намира от северната страна на Шпрее. Южната част на острова, южно от улица Gertraudenstraße днес е известна като „Рибарския остров“ (Fischerinsel), по името на бившата рибарска махала в най-южната му част.
Между Фишеринзел и Дворцовия площад са запазени само няколко исторически паметници след разрушенията през Втората световна война – Nicolaihaus (Къща на Николай, днес е музей), Къщата на палача (Galgenhaus), „Моста на девата“ (Jungfernbrücke), Новата конюшня (Neuer Marstall), в която днес се намират списанията на берлинската градска библиотека и външните стени на част от най-голямата за времето си сграда на магазин на Рудолф Херцог.
Шпрееинзел е един от спорните ареали сред тези с паметници на културата. Точно тук са се намирали сградите на двете идеологически системи от историята на разделението на Германия.